# St Andrews

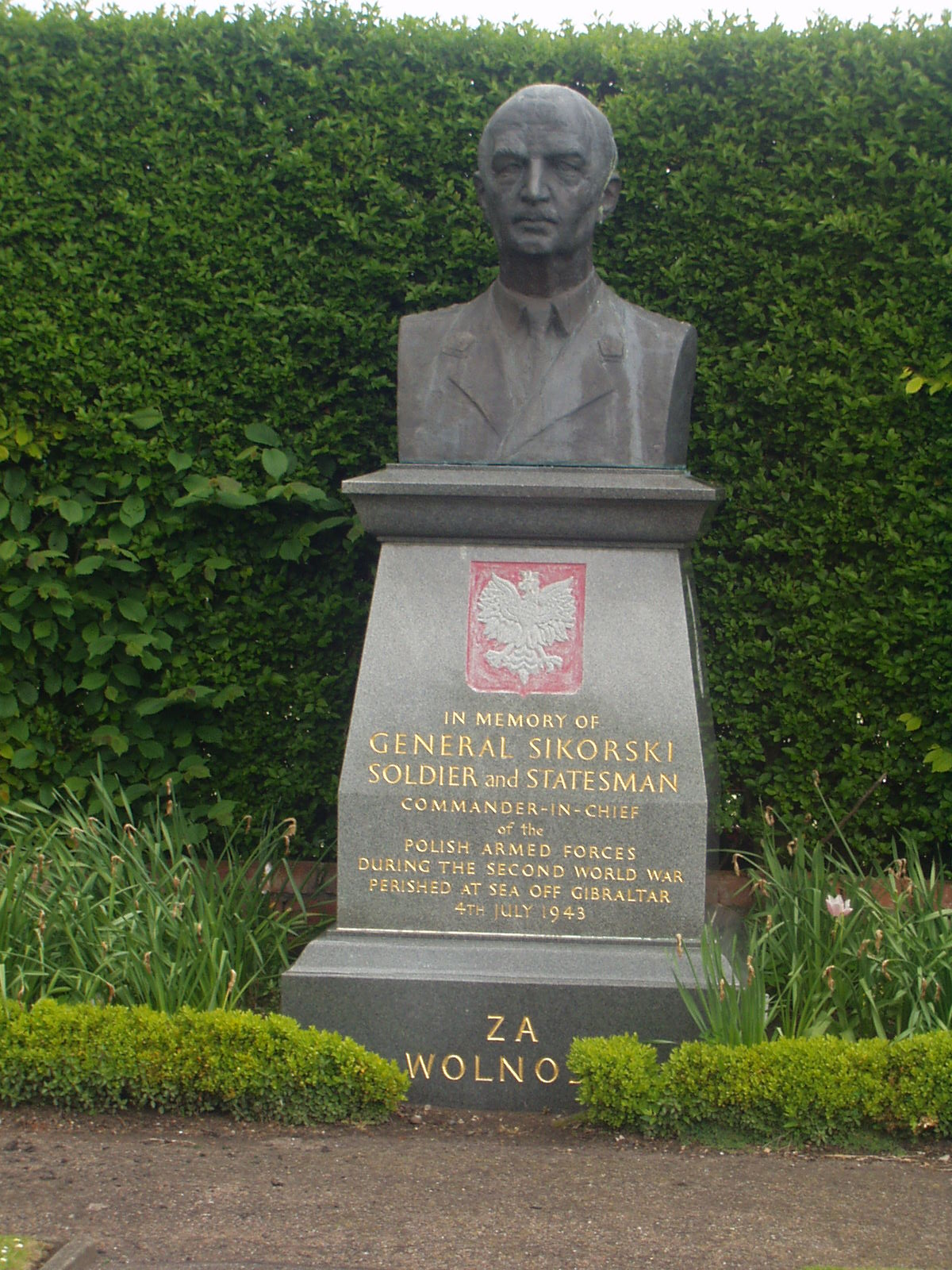
Pomnik gen. Sikorskiego

St Andrews (gael. Cill Rìmhinn, scots Sanct Androis) – miasto w Fife w Szkocji, nad Morzem Północnym. W 2003 r. miasto to zamieszkiwało około 16 000 osób. St Andrews jest siedzibą najstarszego w Szkocji uniwersytetu i posiada jedne z najstarszych pól golfowych na świecie.
Miasteczko położone jest nad szeroką zatoką na północno-wschodnim wybrzeżu hrabstwa Fife.

## Historia
St Andrews założył w 1140 biskup Robert prawdopodobnie w pobliżu ruin obecnego zamku. Zgodnie z królewskim edyktem z roku 1170, nowe miasto zostało zbudowane na zachód od katedry wzdłuż Castle Street. W 1357 wybudowano Scone Palace, który mieścił wówczas władze miejskie.
W średniowieczu miasto było duchową stolicą Szkocji i posiadało szerokie wpływy gospodarcze i polityczne. W 1559, rozpoczął się okres reformacji, a niedługo później wybuchła Angielska wojna domowa, która pogrążyła miasto w chaosie i pozbawiła miasta dotychczasowego statusu. Nawet University of St Andrews rozważał przeniesienie się do Perth pomiędzy 1697 a 1698.
W XIX wieku miasto zaczęło ponownie się rozwijać za sprawą powstających tu nowych pól golfowych, które sprawiły, że prestiż miasta znacznie wzrósł. Powstało wówczas wiele sezonowych willi i hoteli. Dziś St Andrews jest ośrodkiem uniwersyteckim i turystycznym.
Podczas II wojny światowej w St Andrews stacjonował I Korpus Polski wraz z jego dowódcą, Wodzem Naczelnym gen. broni Władysławem Sikorskim. W centralnym punkcie miasta stoi pomnik poświęcony jego pamięci. Obecność polskich wojsk potwierdza również obraz umieszczony na jednej ze ścian urzędu miasta oraz liczne ilustrowane publikacje znajdujące się w bibliotece Uniwersytetu w St Andrews.

## Zabytki
W St. Andrews zachował się średniowieczny układ ulic, wyznaczają go trzy główne ulice: North Street (biegnąca najbliżej morza), Market Street oraz South Street, biegną z zachodu na wschód ku ruinom gotyckiej katedry pochodzącej z XII wieku.
Wiele zabytkowych budynków dotrwało do naszych czasów w dobrym stanie.
- St Andrews Castle to ruiny średniowiecznej fortecy położone w St Andrews w Szkocji. Zamek z trzech stron otacza morze a z czwartej dostępu doń broni fosa. Forteca założona została w 1200 roku a przez kolejne stulecia była rozbudowywana.
- University of St Andrews jest najstarszym szkockim uniwersytetem (trzecim w Wielkiej Brytanii), który założony został między 1410 a 1413 rokiem. Jest uważany za najlepszą uczelnię w Szkocji, czego źródeł można szukać w rankingach brytyjskich uniwersytetów, w których University of St Andrews zajmuje zwykle czołowe miejsca razem z Uniwersytetem Oksfordzkim oraz Uniwersytetem Cambridge. W latach 2001–2005 studiował na nim książę Walii William.
- St. Andrews jest popularnym ośrodkiem golfowym, znajduje się tu najstarsze na świecie pole golfowe, Old Course. W St. Andrews grano w golfa już w XV wieku, tak więc uważa się je za kolebkę tego sportu, o czym przypomina miejscowe muzeum oraz fakt, iż z St Andrews pochodził Tom Morris uważany za pioniera profesjonalnego golfa.

## Polonia
Polskie Stowarzyszenie Studentów na Uniwersytecie St Andrews